# جيمس ديفيد مورتون فورمان
جيمس ديفيد مورتون فورمان (بالإنجليزية: James David Morton Foreman)‏ هو مهندس نيوزيلندي، ولد في 24 أبريل 1902، وتوفي في 4 يونيو 1992.